# GABU★GABU プラネット
『GABU★GABU プラネット』（がぶがぶ プラネット）は、コーエーから2008年9月25日に発売されたニンテンドーDS用ソフト。
キャラクターデザインはTOUMA。

## 概要
ステージ上に存在するものを食べつくすアクションゲーム。

## キャラクター
GABU（ガブ）

BARI（バリ）

CHUCHU（チュチュ）

PERO（ペロ）